# Dilshot Khalmatov
Dilshot Khalmatov (7 de março de 1998) é um judoca ucraniano. Competiu nos Jogos Olímpicos de Verão de 2024.
Khalmatov iniciou sua carreira internacional sênior em 2021, quando competiu no Campeonato Mundial de Judô de 2021, onde perdeu para o mongol Lkhagvajamtsyn Önöbold na primeira luta. No Campeonato Europeu de Judô de 2022, Khalmatov derrotou o italiano Angelo Pantano, mas perdeu para Lukhumi Chkhvimiani, da Geórgia, na rodada de 16. O Campeonato Mundial de Judô de 2022 não foi bem-sucedido para ele, já que perdeu para Mohammad Rashnonezhad, da Equipe de Refugiados, na rodada de 32. No Campeonato Europeu de Judô de 2023, Khalmatov ganhou a prata após perder para Luka Mkheidze, da França, na final. Ele é medalhista de prata do Grand Slam de Judô de Baku de 2022, medalhista de prata do Grand Prix de Judô de Linz de 2023, vencedor do Grand Prix de Judô de Zagreb de 2023 e medalhista de bronze do Grand Prix de Judô de Linz de 2024.
Khalmatov se qualificou pelos rankings para os Jogos Olímpicos de Verão de 2024. Em Paris, ele derrotou Doston Ruziev, do Uzbequistão, mas perdeu para o eventual campeão olímpico Yeldos Smetov, do Cazaquistão.
Khalmatov estudou na Universidade Pedagógica Nacional de Hlukhiv Oleksandr Dovzhenko.